# 扬·希曼斯基
扬·希曼斯基（波蘭語：Jan Szymański，1989年3月2日—），波兰男子速度滑冰运动员。他曾代表波兰参加2014年和2018年冬季奥林匹克运动会速度滑冰比赛，其中2014年奥运会获得一枚铜牌。